# Nya Parken
A Nya Parken egy labdarúgó-stadion  Norrköpingben, Svédországban. Az IFK Norrköping nevezetű helyi csapat otthonául szolgál. Az 1958-as labdarúgó-világbajnokság és az 1992-es labdarúgó-Európa-bajnokság egyik helyszíne volt. Befogadóképessége 17 234 fő.

## Események

### 1958-as világbajnokság
| Dátum       | Időpont UTC+1 | Pályaválasztó | Eredmény | Vendég         | Forduló     | Nézők  |
| ----------- | ------------- | ------------- | -------- | -------------- | ----------- | ------ |
| 1958.06.08. | 19.00         | Franciaország | 7–3      | Paraguay       | 2. csoport  | 16 518 |
| 1958.06.11. | 19.00         | Paraguay      | 3–2      | Skócia         | 2. csoport  | 11 665 |
| 1958.06.19. | 19.00         | Franciaország | 4–0      | Észak-Írország | Negyeddöntő | 11 800 |

### 1992-es Európa-bajnokság
| Dátum       | Időpont UTC+2 | Pályaválasztó | Eredmény | Vendég      | Forduló    | Nézők  |
| ----------- | ------------- | ------------- | -------- | ----------- | ---------- | ------ |
| 1992.06.12. | 20.15         | FÁK           | 1–1      | Németország | 2. csoport | 17 410 |
| 1992.06.15. | 17.15         | Skócia        | 0–2      | Németország | 2. csoport | 17 638 |
| 1992.06.18. | 20.15         | Skócia        | 3–0      | FÁK         | 2. csoport | 14 660 |